# Cerkiew Spotkania Pańskiego w Kijowie

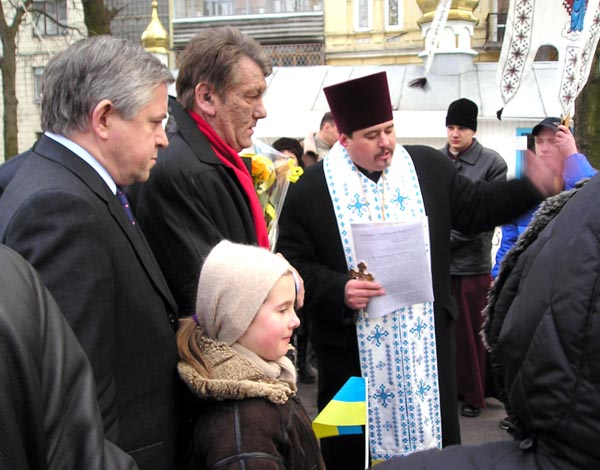
Wiktor Juszczenko uczestniczy w uroczystościach ponownego poświęcenia części odbudowanej cerkwi

Cerkiew Spotkania Pańskiego (ukr. Стрітенська церква) – cerkiew prawosławna w Kijowie, wzniesiona w latach 1853–1861 według projektu Władimira Nikołajewa w stylu neobizantyjskim, zniszczona w latach 30. XX wieku z rozkazu władz stalinowskich. W 1991 r. rozpoczęto jej odbudowę. 

## Historia

### Pierwsza cerkiew
Chociaż cerkiew autorstwa Nikołajewa pochodziła z II połowy XIX wieku, świątynia prawosławna w tym miejscu znajdowała się już w 1037 r., po poszerzeniu granic Kijowa przez Jarosława Mądrego. Pierwsza świątynia, drewniana, przetrwała do 1752 (była przy tym kilkakrotnie remontowana), kiedy to w jej miejscu wzniesiono nową, również drewnianą. 
W XIX wieku cerkiew stała się jedną z ulubionych świątyń kijowskiej arystokracji, a jedna z odwiedzających ją wielkich dam – Maria Sztejngeld – opłaciła budowę nowej cerkwi, z kamienia. Prace trwały od 1853 do 1861. Powstała cerkiew należała do najbardziej imponujących obiektów sakralnych Kijowa. Dekorację malarską w jej wnętrzu wykonał Iwan Soszenko, według legendy w pracach wykończeniowych pomagał mu młody, uczący się rzemiosła artystycznego Taras Szewczenko. W cerkwi znajdowała się uznawana za cudowną ikona Matki Boskiej, której autorstwo przypisywano św. Łukaszowi. 
Do końca swojego istnienia obiekt kojarzony był z kijowską elitą majątkową i intelektualną. Równocześnie funkcjonowało przy niej siedem szkół (także dla ubogich), żeńskie koło Czerwonego Krzyża oraz jadłodajnia. 
W 1924 doszło do niewyjaśnionego po dziś dzień, uznawanego przez prawosławnych za cud samoistnego odnowienia się złoconych kopuł cerkwi, które na oczach wielu zgromadzonych na placu przed świątynią zaczęły świecić mimo wieloletniego braku konserwacji. Również stan techniczny ikon i części malowideł był zadziwiająco dobry. Sytuacja ta zainteresowała miejscowe władze radzieckie, które podjęły śledztwo w sprawie nietypowych wydarzeń w cerkwi, jak również powołały komisję, która miała naukowo uzasadnić opisane wypadki. Ostatecznie komisja oficjalnie ogłosiła, że odnowione kopuły cerkiewne były jedynie imitacją. Wkrótce później rozpoczęły się represje wobec kleru i parafian cerkwi, a w 1937 r. obiekt został całkowicie wyburzony. 

## Odbudowa cerkwi. Kaplica Spotkania Pańskiego
Obecnie trwają prace nad odbudową cerkwi, rozpoczęte w 1991. Do użytku wiernych dostępna jest już jedna kaplica, nad którą opiekę sprawował Ukraiński Kościół Prawosławny Patriarchatu Kijowskiego. Począwszy od 2005 r. odbudowę osobiście wspierał prezydent Ukrainy Wiktor Juszczenko. W 2012 Rada Miasta Kijowa ogłosiła, że odbudowana cerkiew Spotkania Pańskiego nie będzie przypominała oryginalnej budowli, lecz przybierze formę nowoczesnej świątyni ze szkła.